# Eleccions parlamentàries armènies de 2018
El 9 de desembre de 2018 es van celebrar eleccions parlamentàries anticipades a Armènia, ja que cap dels partits de l'Assemblea Nacional va poder presentar i després elegir un candidat a primer ministre en el període de dues setmanes que va seguir la dimissió del primer ministre en funcions, Nikol Paixinian, el 16 d'octubre. Van ser les primeres eleccions després de la revolució de 2018 i les primeres eleccions anticipades del país.
El resultat va ser una victòria aclaparadora de l'Aliança "El meu pas" de Paixinian, que va rebre el 70% dels vots i va obtenir 88 dels 132 escons de l'Assemblea Nacional. La participació fou de 48,6%.